# Eoandromeda
Eoandromeda é uma espécie da Fauna Ediacarana encontrada tanto na Formação Doushantuo, na China, como na Austrália do Sul.

## Descrição
A espécie possuía forma octorradial constituída por oito segmentos espirais envoltos em um disco, possivelmente fazendo parte de uma membrana maior. Pesquisas recentes apontam que os segmentos de Eoandromeda eram gelatinosos, se assemelhando a asas, que o permitiam nadar livremente. Outras pesquisas também afirmam que Eoandromeda era uma água-viva.

## Modo de Vida
É pensado que Eoandromeda viveu num solo oceânico com diversidade e abundância de microalgas, sendo capaz de nadar quicando suas membranas. Um exemplar adulto de Eoandromeda possivelmente viveria no solo oceânico, nadando temporariamente apenas para trocar de lugar ou caçar. Os juvenis, melhores nadadores, poderiam ser levados pelas correntes marítimas. Outras pesquisas também afirmam que Eoandromeda possivelmente vivia do mesmo modo das águas-vivas, tendo um modo pelágico de vida.